# Uwe John (Politiker)
Uwe John (* 4. Juli 1950 in Braunschweig; † 3. März 2008) war ein deutscher Politiker (SPD).

## Leben
John wurde in Niedersachsen geboren. Nach der Mittleren Reife ging er 1969 zur Landespolizei Schleswig-Holstein. 1971 wurde er Mitglied der Gewerkschaft der Polizei. Er war ab 1974 beim Kriminalpolizeiamt in Kiel tätig und wurde 1978 in die Kriminalpolizei übernommen. Von 1983 bis 1987 war John Mitglied des Personalrats.
1977 trat John in die SPD ein. 1978 wurde er in den Gemeinderat von Horst (Holstein) gewählt, dem er zunächst bis 1982 angehörte und erneut ab 1990. In der SPD war er unter anderem Kreisvorsitzender im Kreis Steinburg und ab 1991 Mitglied im Landesvorstand von Schleswig-Holstein.
1987 wurde John im Landtagswahlkreis Steinburg-Süd in den Landtag Schleswig-Holsteins gewählt. Das Direktmandat im Wahlkreis erhielt er auch 1988; 1992 wurde er im Wahlkreis Steinburg-West gewählt. Im Landtag war er Mitglied verschiedener Ausschüsse, darunter im Eingabenausschuss, im Innen- und Rechtsausschuss sowie im Wirtschaftsausschuss. Von 1988 bis 1992 gehörte er dem Landeswahlausschuss und dem Richterwahlausschuss an. 1996 schied John mit Ablauf der Wahlperiode aus dem Landtag aus.
John war verheiratet und lebte in Horst.